# Devil in His Heart
〈Devil in His Heart〉은 리처드 드랩킨이 쓰고 리키 디(Ricky Dee)라는 예명 아래 녹음한 곡이다.
노래는 원래 디트로이드의 그룹 도네이즈가 코렉톤 레코드를 위해 녹음했다. 이후에 뉴욕 시 레이블인 브렌트에서 가져와 1962년 8월 〈(There's a) Devil in His Heart〉이라는 제목으로 재발매(B면에는 〈Bad Boy〉)한다. 이 싱글은 영국 오리올레 레이블에서도 같은 형식으로 1962년 발표했다. 미국, 영국 모두 히트하지 못했다. 도네이즈는 음반 하나만을 발표하지만, 리드 싱어 보네 버니(Yvonne Vernee)는 솔로로서도 녹음, 이후 모타운 소속 그룹 더 엘긴스(the Elgins)에 합류한다.

## 비틀즈 버전
영국의 록 밴드 비틀즈는 〈Devil in Her Heart〉라고 이름을 바꾸어 자신들의 두 번째 영국 음반인 《With the Beatles》에 수록, 1963년 11월 발표한다. 녹음은 조지 해리슨이 리드 보컬로 참여했고, 오버더빙까지 합하여 3테이크만에 끝냈다. BBC 레코딩 버전이 1995년 〈Baby It's You〉를 B면에 싣고 발표되었다.

### 참여 인원
- 조지 해리슨 – 더블 트래킹 보컬, 리드 기타
- 폴 매카트니 – 백 보컬, 베이스 기타
- 존 레논 – 백 보컬, 리듬 기타
- 링고 스타 – 드럼, 마라카스
- 조지 마틴 – 녹음 프로듀서
- 노먼 스미스 – 음향 엔지니어

이언 맥도널드 제공

## 참고 서적
- Harry, Bill (2000). 《The Beatles Encyclopedia: Revised and Updated》. London: Virgin Publishing. 34쪽. ISBN 0-7535-0481-2.
- Lewisohn, Mark (1988). 《The Beatles Recording Sessions》. New York: Harmony Books. ISBN 0-517-57066-1.
- MacDonald, Ian (2005). 《Revolution in the Head: The Beatles' Records and the Sixties》 Seco Revis판. London: Pimlico (Rand). 34쪽. ISBN 1-84413-828-3.